# Alexis Balthazar Henri Schauenburg
Alexis Balthazar Henri Antoine Schauenburg, o A.B. Schawembourg (Hellimer, 31 luglio 1748 – Geudertheim, 1º settembre 1831), è stato un generale francese che operò in Francia e nella Repubblica elvetica.

## Biografia
Figlio di Balthazar de Schauenburg (1718-1788) e di Marie Charlotte Du Gaillard (1725-1808), nipote di Claude du Gaillard (1685-1779), conte di Hellimer, Alexis Balthazar Schauenburg fu un militare di carriera. Servì l'esercito regio prima della Rivoluzione dimostrandosi integro, coscienzioso e buon amministratore. Sottotenente nel 1764, tenente nel 1767, capitano nel 1781, maggiore nel 1785, tenente colonnello, poi colonnello e infine maresciallo di campo nel 1791, combatté nell'Armata del Reno dove fu nominato generale di divisione nel 1793. Arrestato per qualche mese durante il Terrore, nel 1794 venne nominato ispettore generale della fanteria del Reno e della Mosella. Nel gennaio del 1798 comandò uno dei due corpi d'armata che invase la Svizzera (→ Vecchia Confederazione), sbaragliando le truppe aristocratiche del Canton Berna a Grauholz il 5 marzo 1798. Fu comandante in capo dell'esercito della neo-costituita Repubblica elvetica dall'8 marzo al 10 dicembre 1798 (quando venne rimpiazzato da Andrea Massena). Nominato ispettore generale di fanteria nel 1806 da Napoleone, ottenne il titolo di barone nel 1810 e si accostò a Luigi XVIII nel 1814 per poi ritirarsi a vita privata il 24 dicembre dello stesso anno. Morì il 1º settembre 1831 a Geudertheim.

## Distinzioni
- Cavaliere della Legion d’onore